# 風にそよぐ草
『風にそよぐ草』（かぜにそよぐくさ、Les Herbes folles）は2009年のフランスのロマンティック・コメディ映画。監督はアラン・レネ、出演はアンドレ・デュソリエとサビーヌ・アゼマなど。原作はクリスチャン・ガイイの小説『風にそよぐ草』（集英社文庫刊）で、偶然知り合った1組の熟年男女が、勘違いや妄想を高じさせながら恋の暴走をする様子を描いている。
2009年5月20日に第62回カンヌ国際映画祭で初上映され、同映画祭の審査員特別賞をアラン・レネ監督が受賞している。

## ストーリー
ある日、マルグリットは買い物の帰りに引ったくりに遭い、財布ごとバックを奪われる。バックはそのまま行方知れずとなるが、金の抜かれた財布が落ちているのを初老の男が見つける。その男、ジョルジュは財布に入っていた自家用機操縦免許証に貼られたマルグリットの写真を見て、彼女に惹かれる。直接電話をして彼女に財布を返そうとしたものの、いろいろと思いあぐねているうちに、結局、財布は警察に届けることにする。財布は無事にマルグリットの元に戻り、彼女からお礼の電話を受けたジョルジュだったが、彼女のお礼だけのそっけない態度に失望して無礼な態度を取ってしまう。しかし、すぐに反省して謝罪の手紙を書き、彼女の家にわざわざ赴いて直接ポストに入れる。その手紙に対して「気にしていない」との返事が来たので、また手紙を書くが、今度は返事が来ない。そこで、その後は毎晩マルグリットの家の留守電に「話がしたい」と吹き込むようになる。
ある晩、たまたま電話に出たマルグリットから「電話しないで欲しい」と言われたジョルジュは、翌朝、マルグリットの車のタイヤを切り裂き、わざわざ自分がやったことを告げるメモを残す。この事態にマルグリットは警察に相談するが、ジョルジュを告発するつもりはなく、警察から注意して欲しいだけだった。マルグリットの依頼通り、ジョルジュのもとに2人の警官がやって来て、ジョルジュを優しく諌める。警官の言葉に従うと素直に答えるジュルジュだったが、警官らがマルグリットから全てを聞いたと知り、ジョルジュは深く傷つく。
ジョルジュからの連絡は来なくなったが、マルグリットはジョルジュを傷つけてしまったのではないかと思い悩む。そして、ある夜、ジョルジュの家に電話し、彼の妻スザンヌから居場所を聞き出すと、自ら会いに行く。はじめて直接会って話をした2人の距離は近づいて行くが、ジョルジュとはスザンヌを含めて友人関係を築きたいとするマルグリットにジョルジュは幻滅して去って行く。すると今度は逆にマルグリットがジョルジュのことで頭がいっぱいになってしまう。仕事にも身が入らなくなった彼女は、ある日、ジョルジュとスザンヌを自分が操縦する飛行機に乗せたいと2人を飛行場に招待する。そして、飛行場で偶然2人切りになったジョルジュとマルグリットは熱いキスを交わし、2人の恋は本格的に始まったかのように思えたが、その後、マルグリットが操縦する飛行機に乗ったジョルジュが、マルグリットに勧められるまま操縦桿を握ったことで、ジョルジュ、マルグリット、そしてスザンヌの3人が乗った飛行機は墜落する。

## キャスト
- マルグリット・ミュイール: サビーヌ・アゼマ - 女性歯科医。
- ジョルジュ・パレ: アンドレ・デュソリエ - マルグリットの財布を拾った初老の男性。
- スザンヌ: アンヌ・コンシニ - ジョルジュの妻。
- ジョゼファ・ベロッチ: エマニュエル・ドゥヴォス - マルグリットの同僚で古くからの親友。
- ベルナール: マチュー・アマルリック - 拾った財布を届けに来たジョルジュの相手をした警官。
- ルシアン: ミシェル・ヴュイエルモーズ（フランス語版） - ジョルジュの説得にベルナールとやって来た警官。

## 作品の評価

### 映画批評家によるレビュー
アロシネによれば、フランスの27のメディアによる評価の平均点は5点満点中4.1点である。
Rotten Tomatoesによれば、批評家の一致した見解は「過度に気取った『風にそよぐ草』は、88歳のアラン・レネ監督が相変わらずの楽しげな自由奔放さを見せている。」であり、91件の評論のうち高評価は68%にあたる62件で、平均点は10点満点中6.36点となっている。
Metacriticによれば、26件の評論のうち、高評価は17件、賛否混在は5件、低評価は4件で、平均点は100点満点中65点となっている。

### 受賞歴
| 賞                 | 部門         | 対象                                  | 結果       |
| ------------------ | ------------ | ------------------------------------- | ---------- |
| カンヌ国際映画祭   | 審査員特別賞 | アラン・レネ                          | 受賞       |
| セザール賞         | 作品賞       |                                       | ノミネート |
| セザール賞         | 脚色賞       | アレックス・レヴァル ロラン・エルビエ | ノミネート |
| セザール賞         | 撮影賞       | エリック・ゴーティエ                  | ノミネート |
| セザール賞         | 編集賞       | エルヴェ・ド・リューズ                | ノミネート |
| サン・ジョルディ賞 | 外国俳優賞   | アンドレ・デュソリエ                  | 受賞       |